# Apomys hylocoetes
Apomys hylocoetes is een knaagdier uit het geslacht Apomys dat voorkomt op het Filipijnse eiland Mindanao, in de provincies Bukidnon en Davao del Sur. In bergbossen (1900 m hoogte) is hij weinig algemeen, maar in "mossy forest" op 2250 tot 2800 m hoog is hij zeer talrijk. Waarschijnlijk komt hij in heel Mindanao voor op hoge bergen.
Volgens DNA-analyses (Steppan et al., 2003) is deze soort zeer nauw verwant aan Apomys insignis, een andere soort uit Mindanao. Die groep is weer verwant aan een andere vorm, waarvan de taxonomische status onduidelijk is (hij wordt vaak A. littoralis genoemd, maar volgens Steppan et al. was het holotype daarvan een Apomys insignis). Hoewel hylocoetes en insignis genetisch nauwelijks van elkaar verschillen, verschillen ze morfologisch zeer sterk van elkaar. Ook hun karyotypes zijn anders (2n=48, FN=56 bij hylocoetes, 2n=36, FN=72 bij insignis). Apomys petraeus Mearns, 1905 wordt nu als een synoniem van A. hylocoetes beschouwd.
A. hylocoetes is een middelgrote soort met een vrij lange staart en korte, brede achtervoeten. Hoewel hij oppervlakkig op A. insignis lijkt, verschillen de beide soorten in schedelkenmerken.